# Концерт Бетховена 22 декабря 1808 года

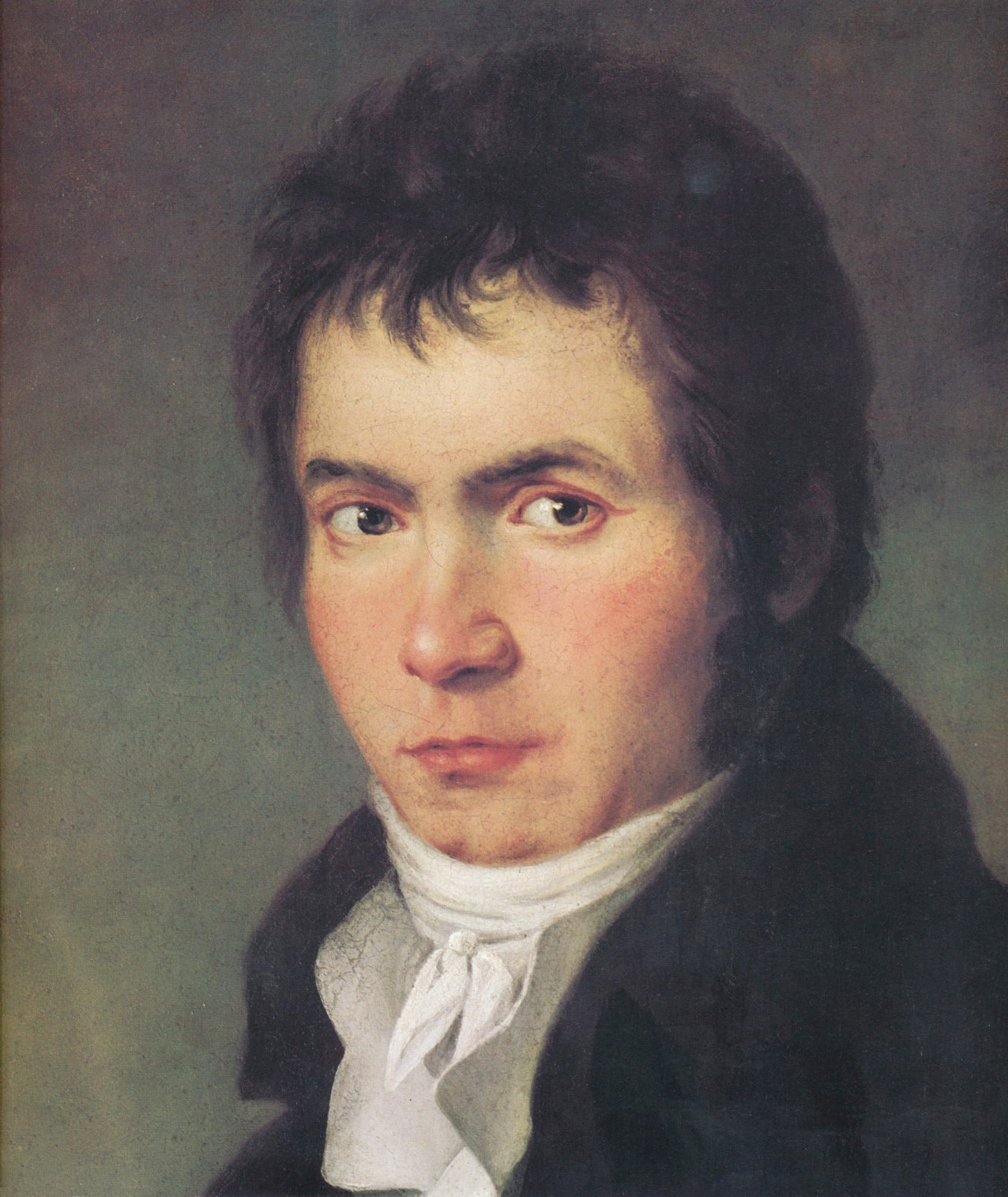
Фрагмент портрета Бетховена работы Йозефа Меллера

Концерт Бетховена 22 декабря 1808 года ― благотворительное выступление, состоявшееся в венском Театре ан дер Вин, на котором были впервые представлены такие сочинения Людвига ван Бетховена, как Пятая и Шестая симфонии, Четвёртый фортепианный концерт и Хоровая фантазия. Этот концерт (в то время подобные мероприятия носили название «музыкальных академий») проходил в холодном зале и длился примерно четыре часа. Среди участников выступления были оркестр и хор, а сам композитор исполнял партии фортепиано. Биограф Бетховена Барри Купер называет концерт «самым замечательным в карьере Людвига с точки зрения его содержания». Это был последний концерт, на котором Бетховен сам исполнил свои произведения: вскоре у композитора начал ухудшаться слух.

## Предыстория

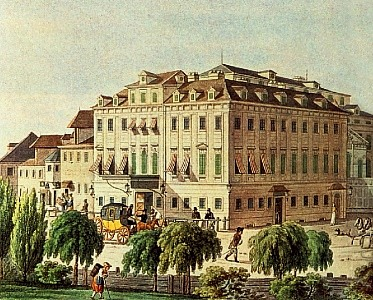
Театр ан дер Вин

Писатель Роберт Кан объясняет сложность проведения концертов симфонической музыки в Вене начала XIX века:
Даже большой публичный концерт мог собрать только аристократов и небольшую часть среднего класса города, [по оценкам] ― не более 2,5 процента от 200 000―250 000 жителей Вены. Стандартная цена билета на концерт составляла два гульдена <…> что превышало недельную зарплату рабочего. Музыканты не могли дать «академии» летом, когда знать бежала от пыли и зноя Вены в свои загородные поместья, а осенью и зимой театры были отданы под репетиции и постановки опер <…>. Единственное время, доступное для проведения «музыкальных академий», было во время Адвента и Великого поста, когда ставить оперы было запрещено. В течение этих шести недель конкуренция за залы была жёсткой, и руководители театров отказывали Бетховену <…> в пользу бездарных музыкантов.
В Вене театры либо находились под поддержкой государства (как, например, Бургтеатр и Кернтнертортеатр ― оба в центре города), либо являлись частными предприятиями ― такие театры чаще всего располагались на окраине города. В 1807 и 1808 годах Бетховен предоставил свои произведения для серии благотворительных концертов в частном Театре ан дер Вин, открывшемся в 1801 году и сразу получившем множество восторженных отзывов ― например, Всеобщая музыкальная газета называла его «самым удобным и удовлетворительным [театром] во всей Германии». Директор театра Йозеф Хартл в конечном итоге разрешил Бетховену провести концерт 22 декабря 1808 года ― правда, композитор выразил разочарование по поводу нерешительности Хартла дать согласие.
Газета Wiener Zeitung разместила рекламу мероприятия 17 декабря 1808 года.

## Программа
Концерт начался в 18:30 и длился примерно четыре часа. Его программа была следующей:
| Часть 1                                                        |
| -------------------------------------------------------------- |
| Симфония № 6 «Пасторальная», опус 68                           |
| «Ah! perfido», концертная ария для сопрано и оркестра, опус 65 |
| «Gloria» из Мессы до мажор для хора и оркестра, опус 86        |
| Концерт для фортепиано с оркестром № 4, опус 58                |
| Часть 2                                                        |
| Симфония № 5, опус 67                                          |
| «Sanctus» из Мессы до мажор, опус 86                           |
| Импровизированная фантазия для фортепиано соло                 |
| Фантазия для фортепиано, хора и оркестра, опус 80              |

Премьера «Ah! perfido» состоялась 21 ноября 1796 года в Лейпциге. Первое исполнение Мессы до мажор прошло в 1807 году в Эйзенштадте под покровительством князя Эстерхази. По словам музыковеда Джона С. Саттона, заявленная в программе концерта импровизированная фортепианная фантазия ― это Фантазия соль минор (опус 77), опубликованная уже в 1809 году ― через год после проведения «академии».
Хоровая фантазия была едва закончена в срок ― это практически не оставило возможности для проведения репетиций. Роль фантазии в концерте заключалась в том, что она завершала выступление объединением пианиста, хора и оркестра. Две части из Мессы до мажор не были заявлены в программе как таковые из-за ограничений на исполнение церковной музыки в театрах.
Музыковед Мелани Лоу говорит, что программа «академии» может показаться сегодняшнему слушателю необычайно длинной, однако добавляет:
В 1800-х годах количество и разнообразие произведений на этом концерте не было чем-то необычным. Половина концертных программ того времени обычно начиналась с симфонии, за которой следовали одна или две арии, фортепианный концерт, возможно, немного камерной музыки и фортепианные импровизации. Завершала выступление также симфония ― или, по крайней мере, её финальная часть.
Биограф Бетховена Александр Тайер пишет: «Неизвестно, какую сумму денег принёс этот концерт композитору», но при этом добавляет, что существует запись, указывающая, что князь Эстерхази приказал выплатить Бетховену 100 гульденов в поддержку этой «музыкальной академии».

## Выступление

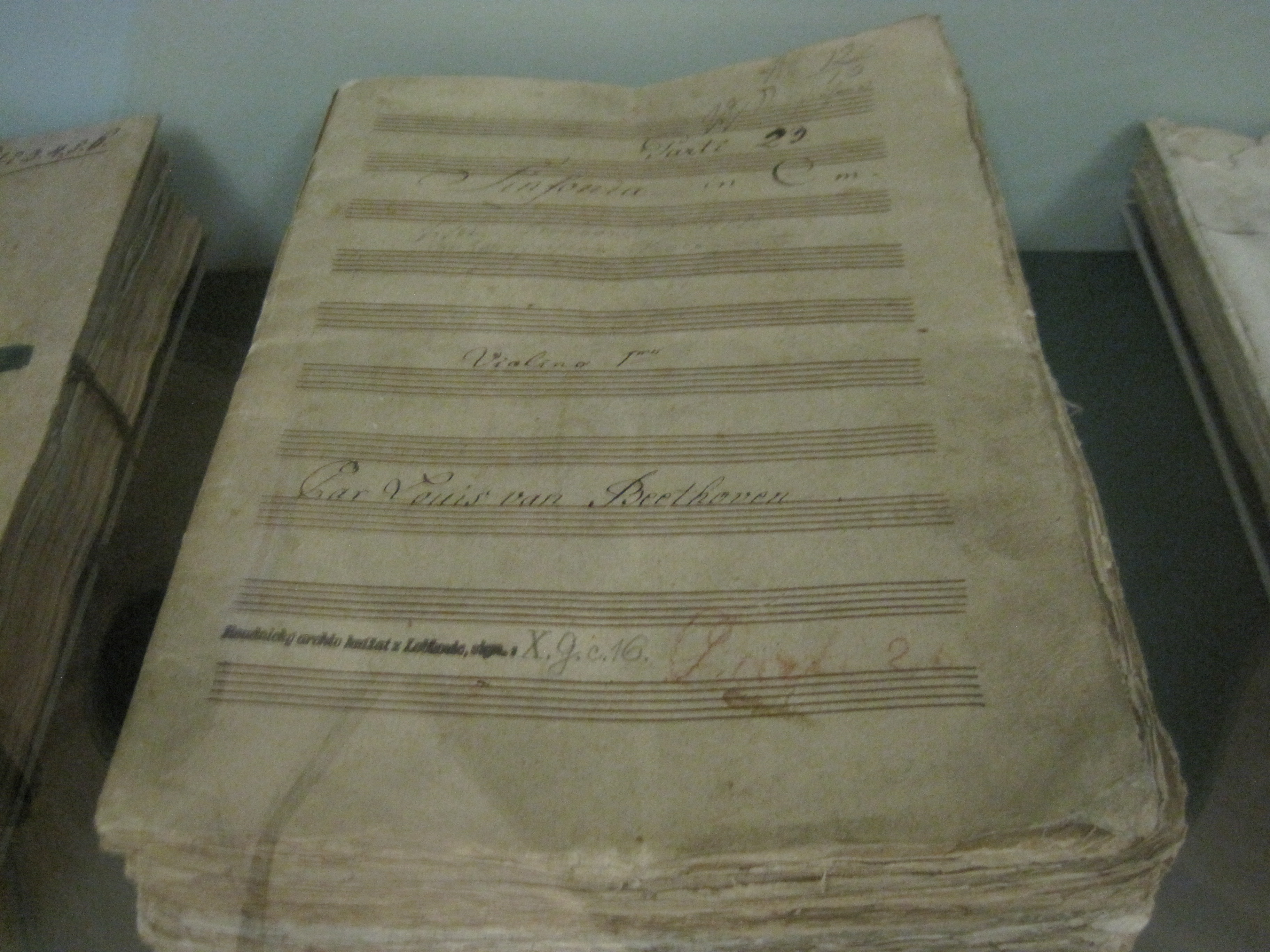
Ноты Пятой симфонии, подготовленные специально для концерта

По общему мнению публики, исполнение музыки было на низком уровне: в одном обзоре, посвящённом оркестру, говорилось, что его «можно считать неудовлетворительным во всех отношениях». Арию «Ah! perfido» исполняла неопытная и испытывавшая страх перед сценой певица, наскоро нанятая после того, как Анна Мильдер-Хауптман отказалась выступать на концерте из-за конфликта с Бетховеном.
Также большой проблемой для слушателей стала экстремально холодная погода.
Вероятно, хуже всего была исполнена недостаточно отрепетированная Хоровая фантазия; в какой-то момент оркестранты разошлись, из-за чего Бетховен остановился и приказал играть произведение сначала. Игнац фон Зайфрид позже писал:
Мастер [Бетховен] <…> договорился со мной на несколько торопливой репетиции, чтобы вторая вариация игралась без повторов. Вечером, однако, поглощённый своим творчеством, он забыл о данных мне и оркестру указаниях, повторил вариацию, в то время как оркестр уже играл следующую. [Бетховен] <…> заметил ошибку, удивлённо посмотрел на своих потерянных товарищей, прекратил играть и сухо крикнул: «Ещё раз!» Немного недовольный скрипач Антон Враницкий спросил: «С повторами?» «Да», — последовал ответ, и далее дело пошло как по маслу.
Эта часть рассказа Зайфрида подчёркивает комичность данной ситуации, но для Бетховена она имела некоторые негативные последствия. Зайфрид продолжает:
Сначала [Бетховен] не мог понять, что он каким-то образом унизил музыкантов. Он считал своим долгом исправить допущенную ошибку и что публика имеет право за свои деньги услышать всё, что сыграно должным образом. Но он охотно и сердечно просил у оркестра прощения за унижение, которому он его подверг, и был достаточно честен ― сам распространил эту историю и взял на себя всю ответственность за собственную рассеянность.

## Критика
Бетховен пользовался тем преимуществом, что многие слушатели были фанатами его музыки и стремились посетить «академию». Одним из таких любителей музыки Бетховена был Иоганн Фридрих Рейхардт, которые в 1810 году писал:
Вечера, наполненные публичными концертами и музыкальными представлениями, вызывали у меня смущение из-за моего огромного желания услышать всё. Это особенно касается двадцать второго [числа], когда местные музыканты дали одно из великих представлений этого сезона в Бургтеатре для своего фонда Tonkünstler-Societät, а в тот же день Бетховен также дал в большом пригородном театре [ан дер Вин] концерт, на котором звучали только его произведения. Последнее [выступление] я не мог пропустить, поэтому в то утро я с большой благодарностью принял любезное приглашение принца фон Лобковица [на этот концерт].
Рейхардт продолжает:
Там мы просидели в самый лютый мороз с половины седьмого до половины одиннадцатого <…>
Всеобщая музыкальная газета высказала такое мнение о концерте:
Судить обо всех этих произведениях после одного-единственного прослушивания, особенно учитывая язык произведений Бетховена ― поскольку большинство из них велики и длинны, совершенно невозможно.
Музыкальный вечер вызвал гнев композитора Антонио Сальери, который был учителем Бетховена. Также 22 декабря Сальери организовал свой ежегодный концерт  и пригрозил увольнением всем музыкантам, игравшим на концерте Бетховена вместо его собственного; однако вскоре после этого случая отношения двух композиторов наладились.